# Тростянець (Саранчуківська сільська громада)

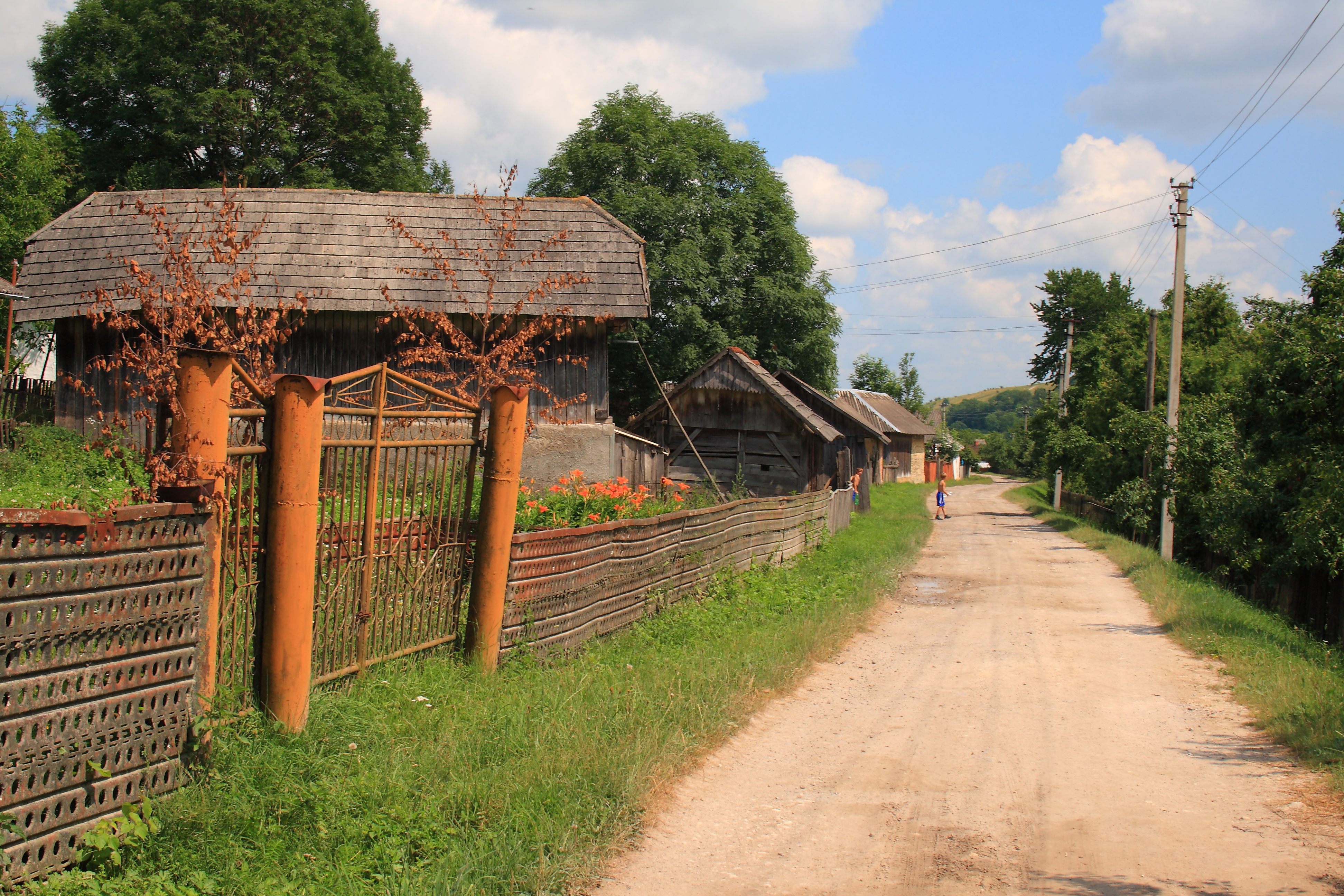
вулиця

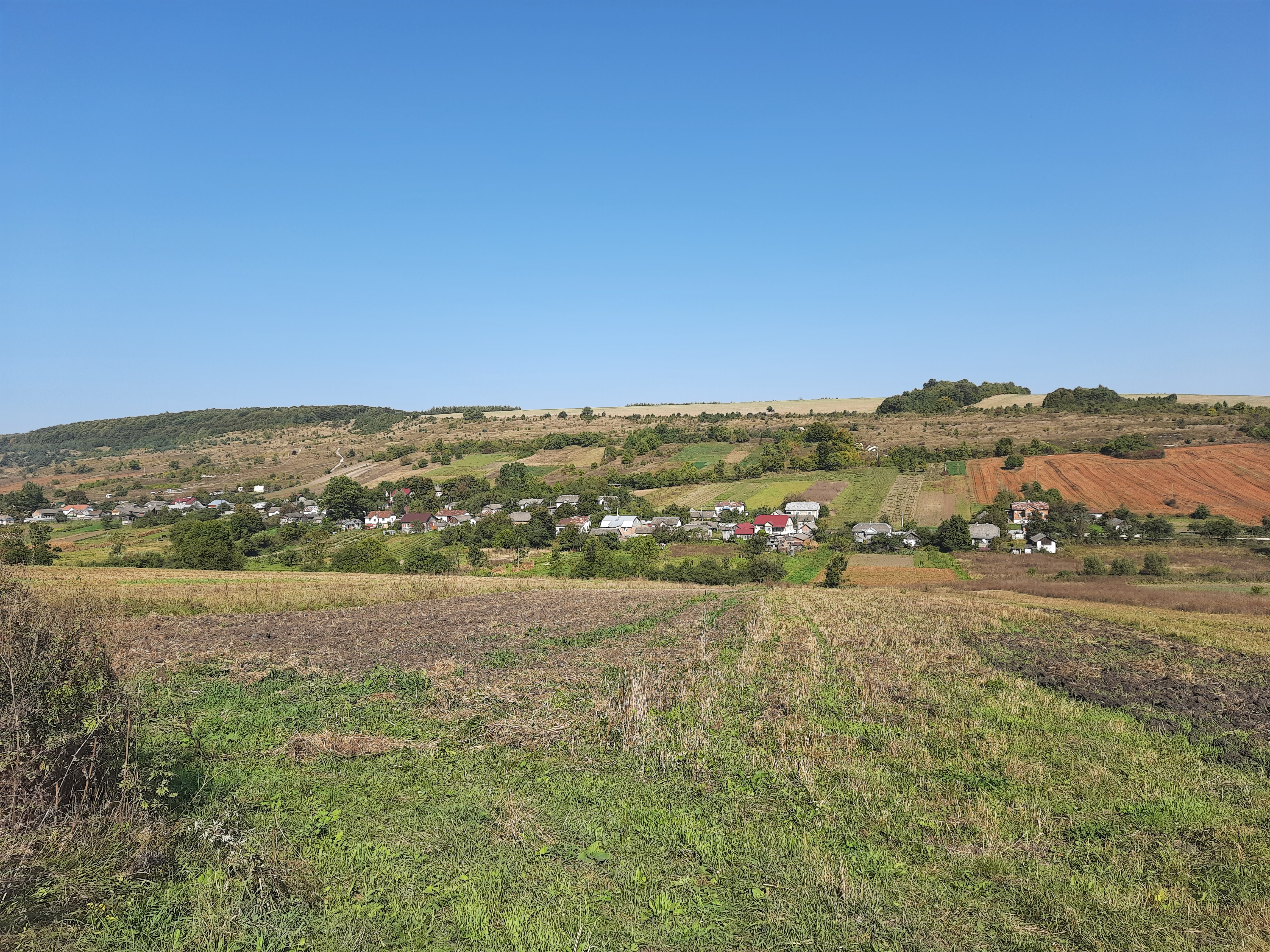
Вигляд на село з пагорба

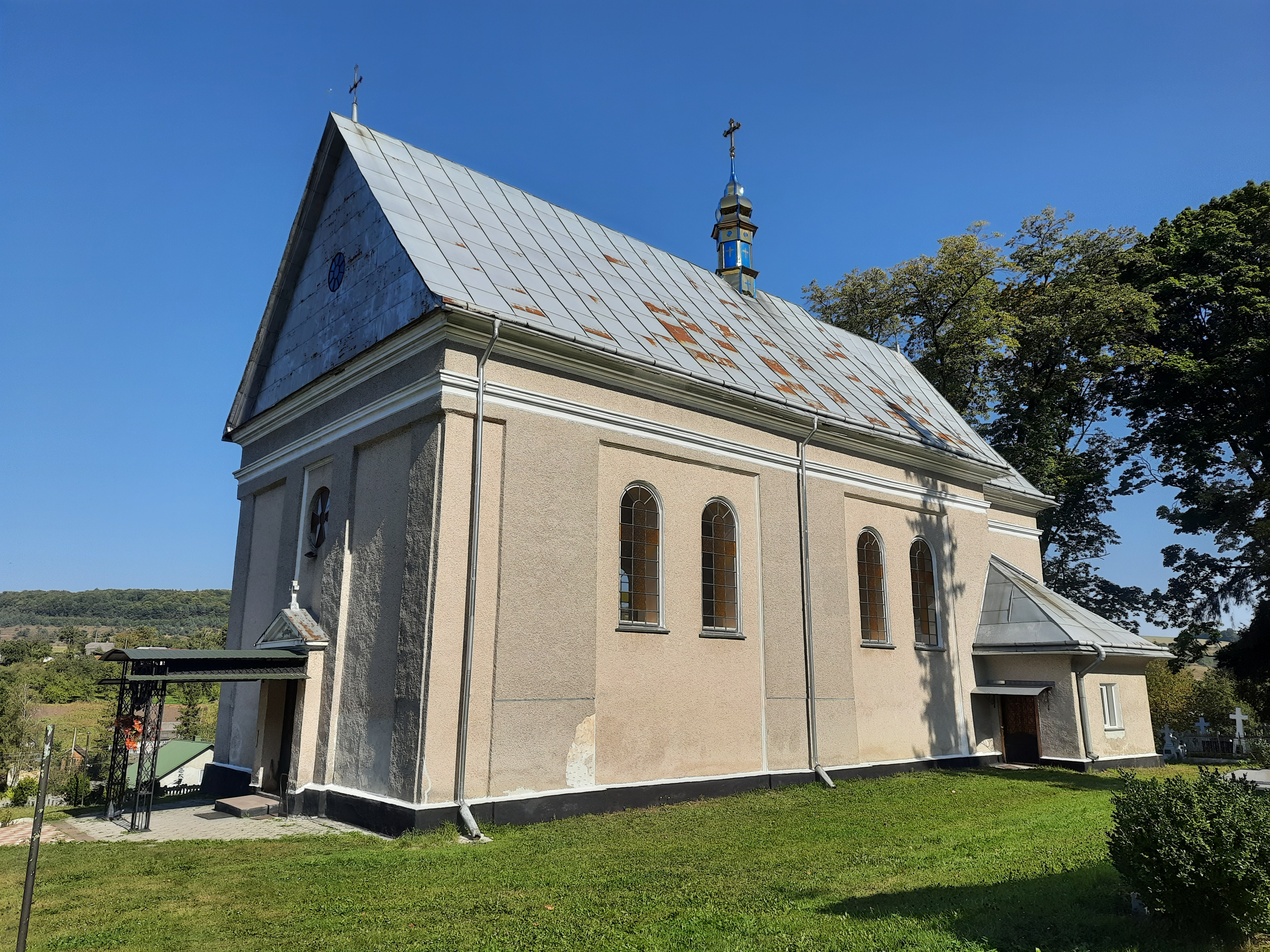
Церква Архістратига Михаїла

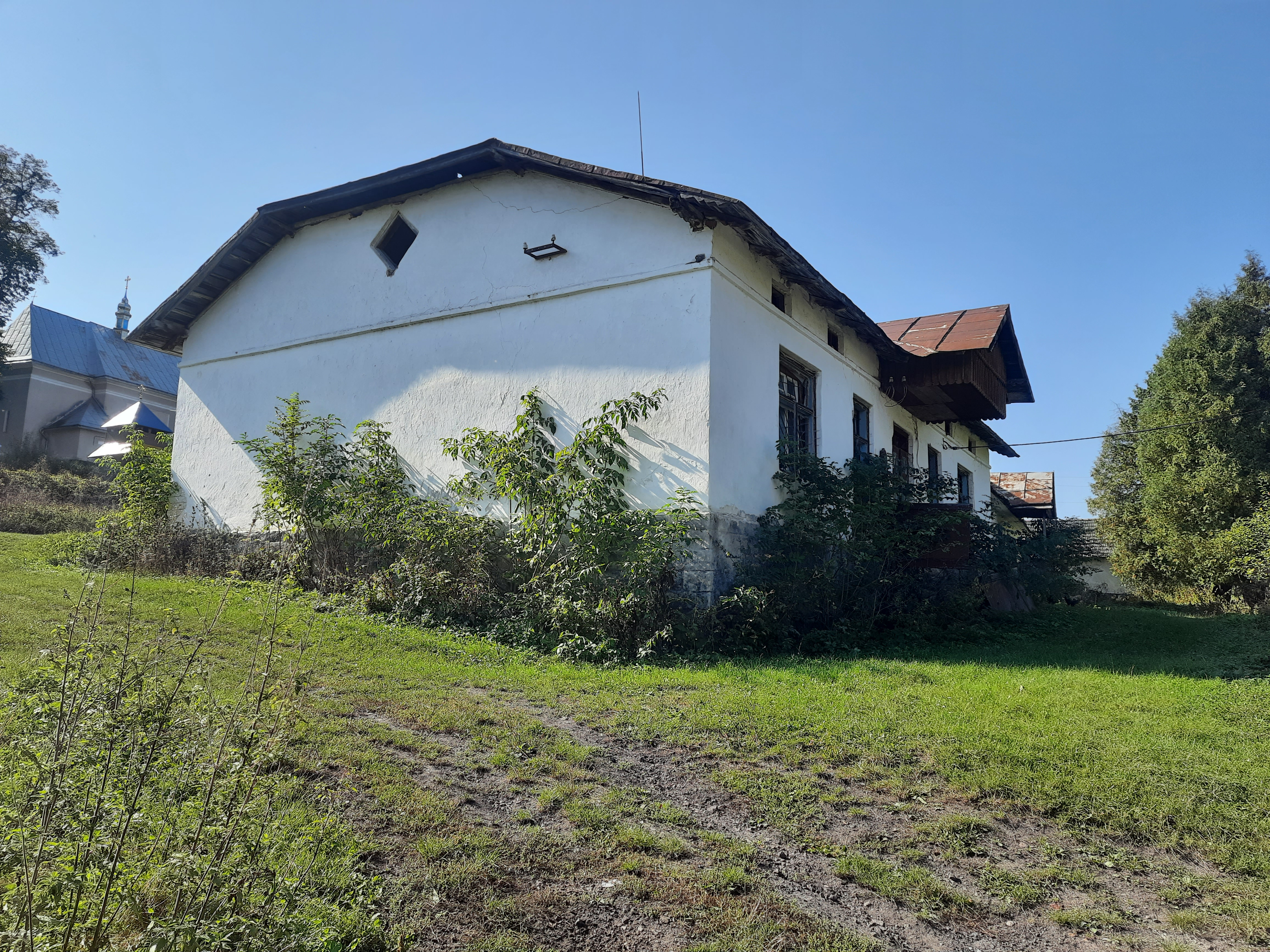
Будівля старої школи

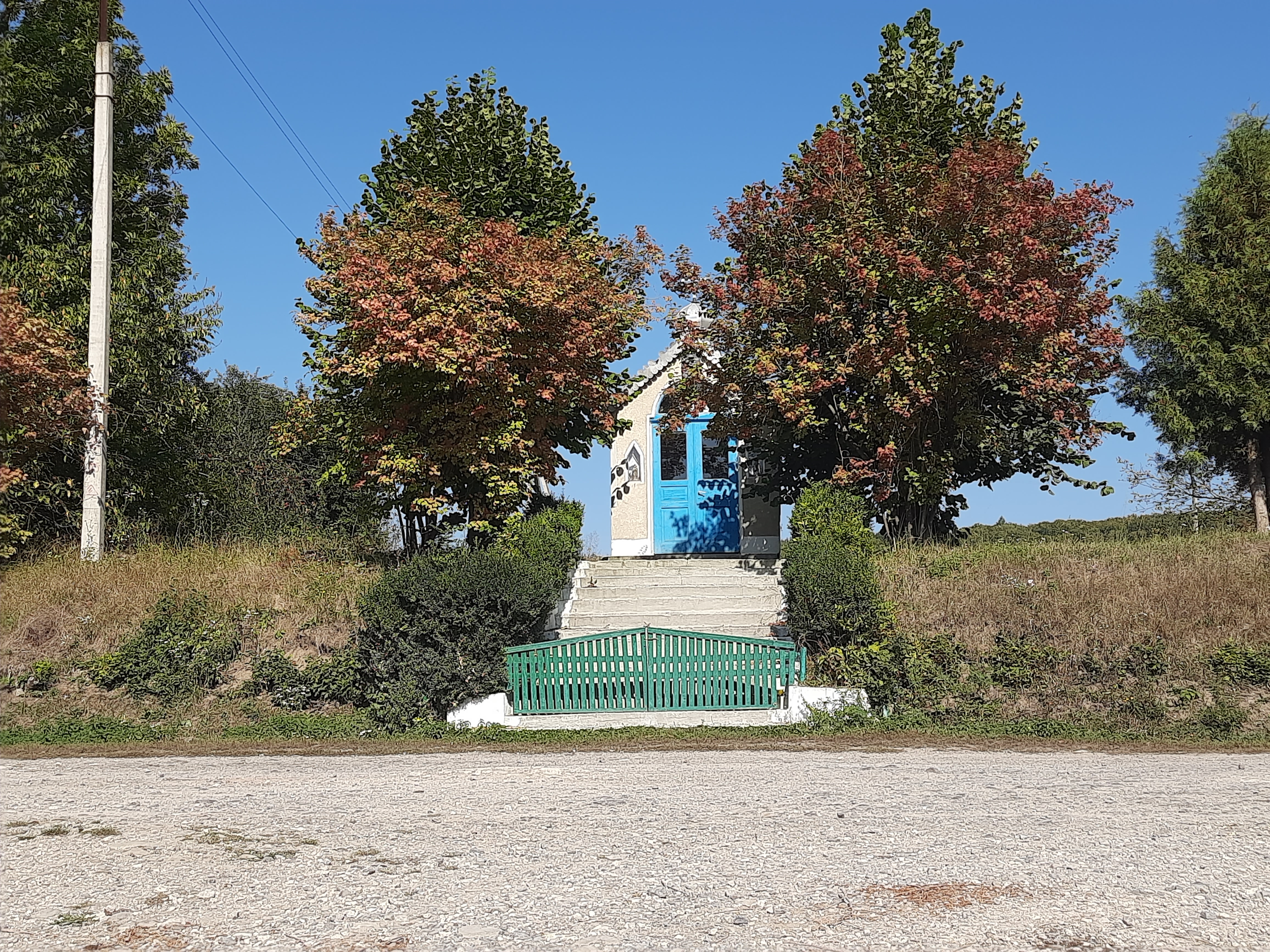
Капличка

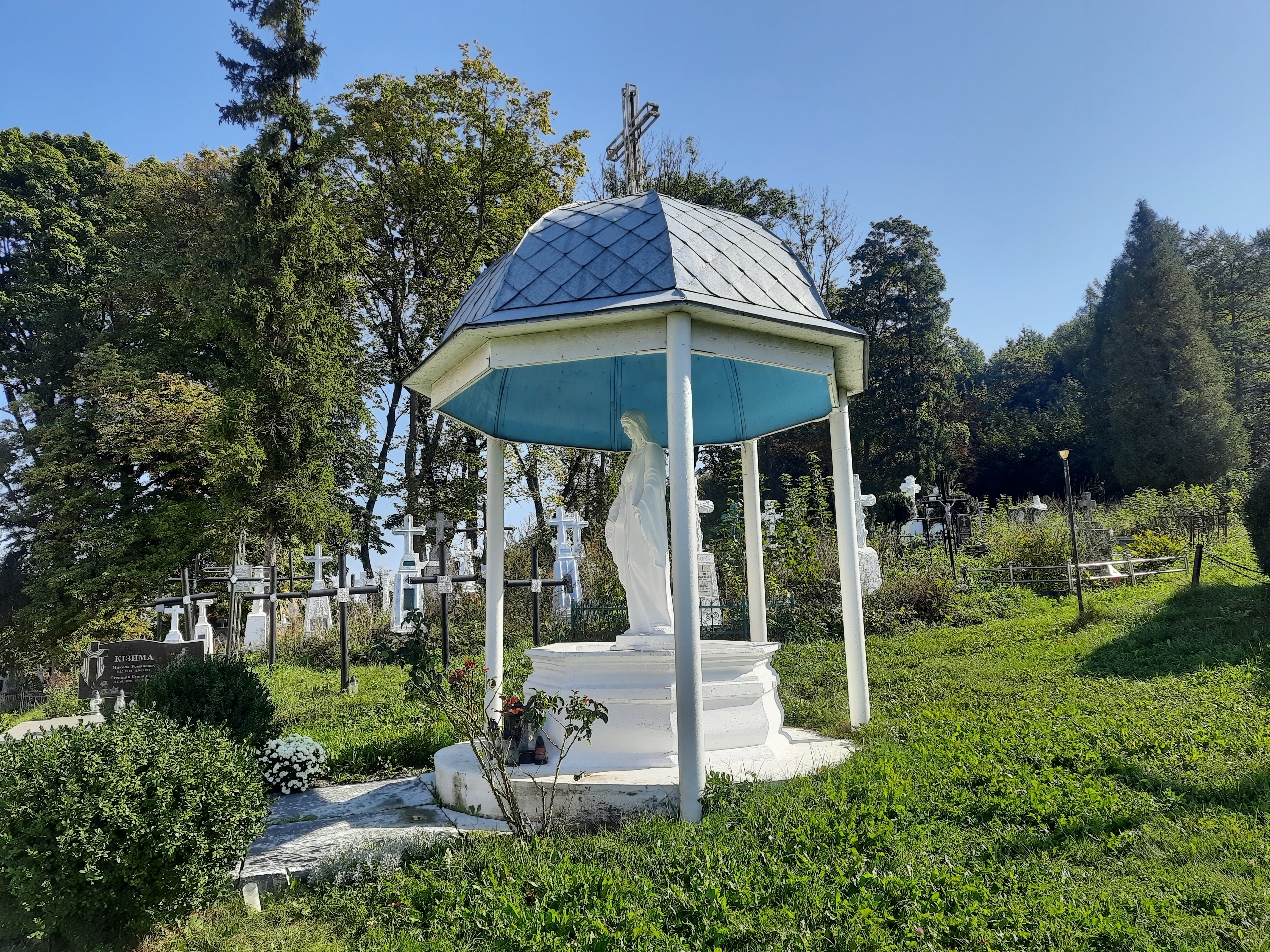
Статуя Божої Матері

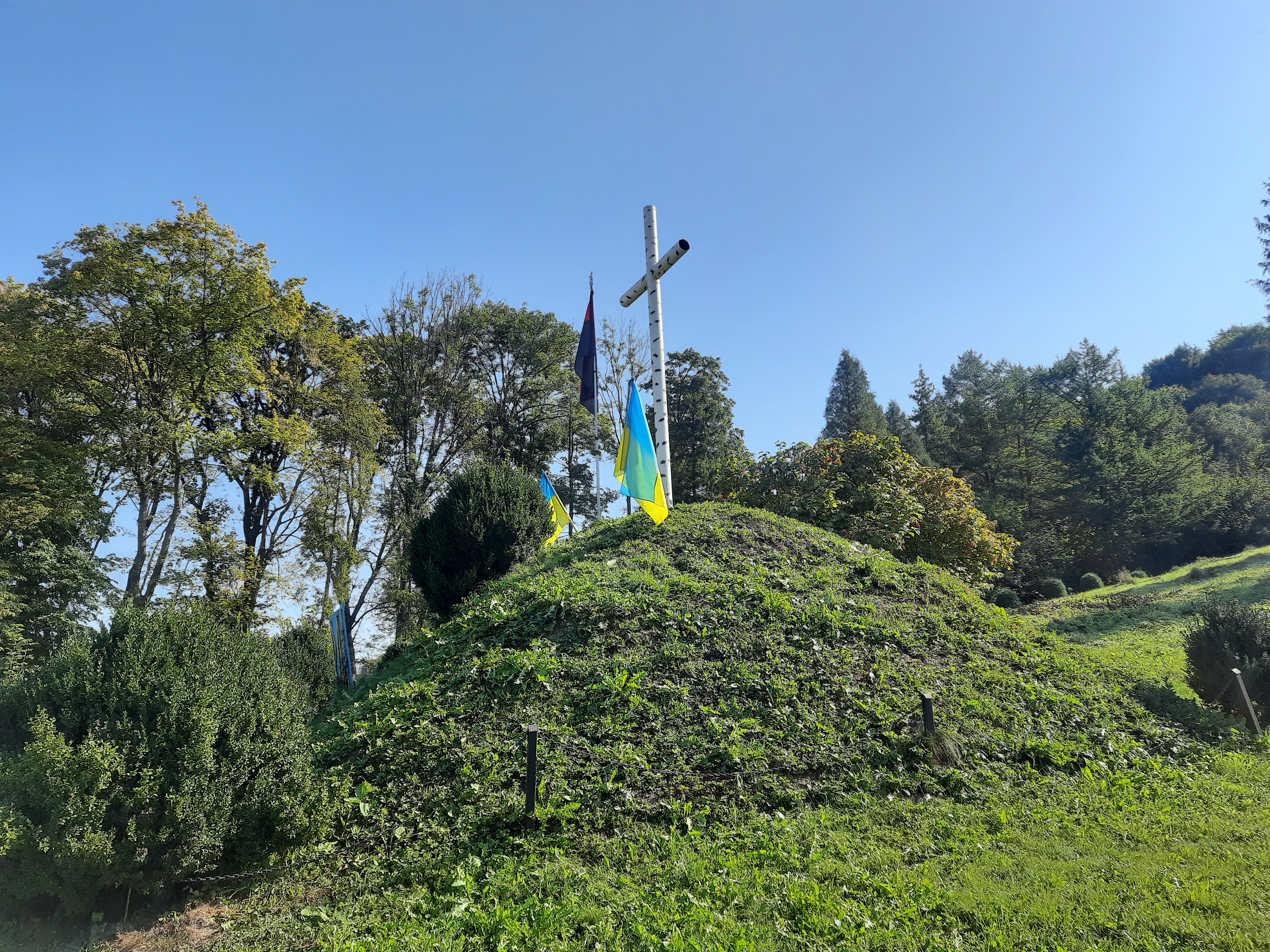
Символічна могила Борцям за волю України

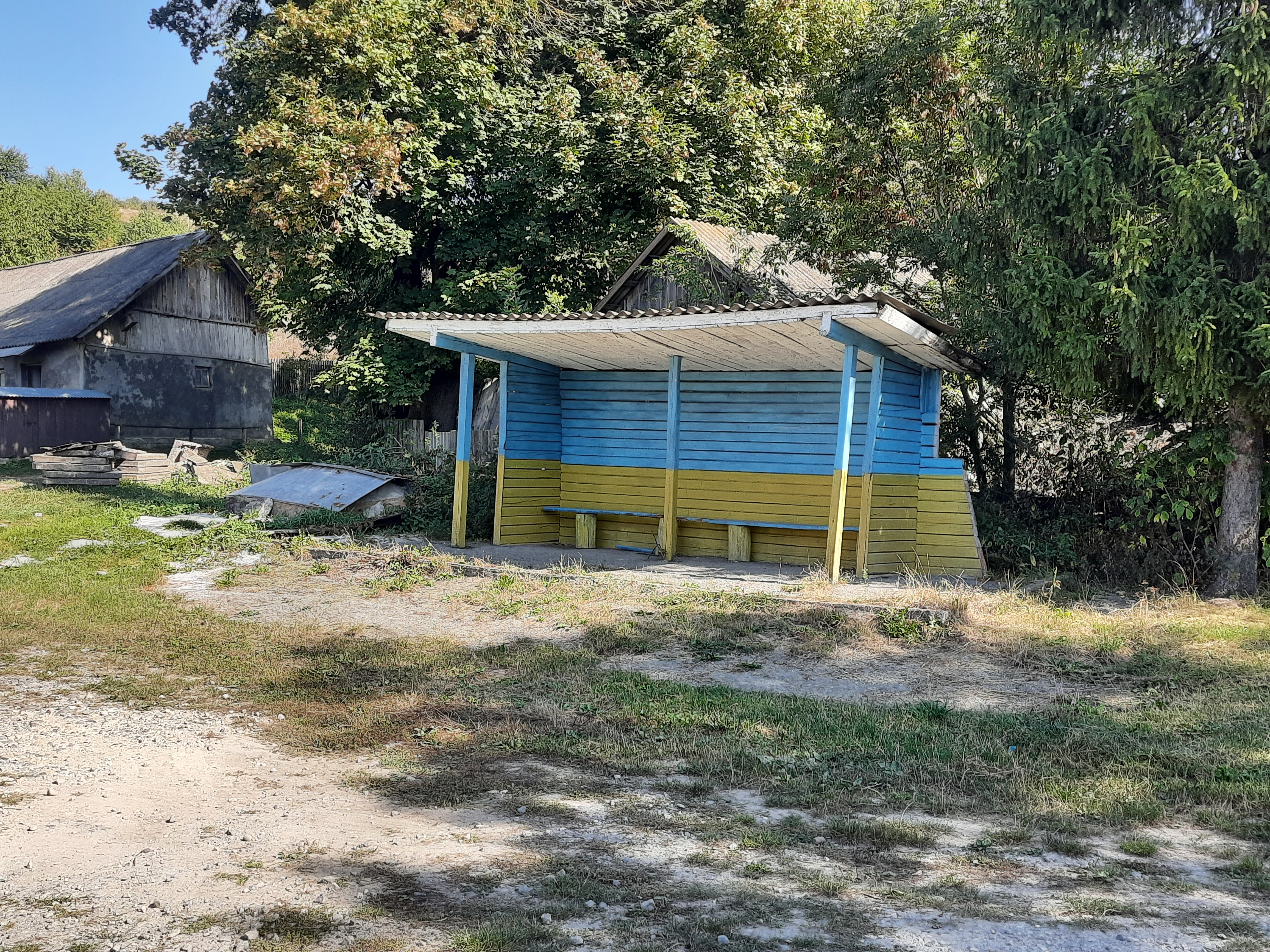
Автобусна зупинка

Тростяне́ць — село в Україні, у Саранчуківській сільській громаді Тернопільського району Тернопільської області. Розташоване на заході району, на берегах річки Тростянець, в західному терені Подільської гряди — Опіллі.
Відстань до найближчого міста Бережани — 20 км, до залізничної станції Потутори — 11 км. Межує з населеними пунктами Божиків (з 1964 р. по 1989 р. Привітне), Квіткове (до 1964 р. — Сільце Божиківське), Слов'ятин, Діброва, Молохів, Котів.
Площа села з полями, пасовищами і лісами становить 21,6 км².
Населення — 428 осіб (2007). На 1 січня 1995 р. в селі було 272 двори, у яких проживало 424 осіб.

## Географія

### Геологія
В геологічній будові верхні шари околиць села утворюють флішові породи переважно крейдяного періоду мезозойської ери. Вони виникли в результаті накопичення у водах моря опадів, які зносили річки з прилеглих суш. Пізніше, під впливом горотворення в Карпатах, потужні осадові товщі на Опіллі були підняті і стиснуті у складки.
Фліш складається з грубозернистих, малоцементованих пісковиків сірих відтінків, вапняків, опоки, білої і жовтої глини, пісоку. Зустрічаються невеликі уламки чорного і смугастого кременя. В околицях часто зустрічаються скам'янілі рештки морської фауни і флори, зокрема біля замку, на горбі в «3аліссі» та в інших місцях (розсипи скам'янілих черепашників різних величин).

### Рельєф
В околицях села гори протягаються із заходу на схід, місцями маючи дуже круті схили (Сусова гора, Білі криниці, Голиці). З півдня село оточує гористе пасмо, яке складають Сусова гора, Верховина, Замчище, Клепки, Липа з абсолютною висотою 436 м західніше Трьох Кігщів (місце, де сходяться межі території сіл Тростянць, Квіткове і Слов'ятин). З північної сторони височить гора Мазярська (Мазурська) з найвищою точкою 392 м над рівнем моря. За нею на північ і північний схід — Котівська гора (410 м — Голиця).
Крутосхили гір люди використовують як пасовиська, частково для сіножатей.
У лісах, особливо в південно-західній частині від села, є карстові лійкоподібні западини глибиною 2-3 метри та діаметром до 10 метрів.

### Гідрологія
На північних схилах гір, особливо південних, багато невеликих джерел води (приблизно 50), які утворюють правий і лівий потоки. В центральній частині села вони зливаються і утворюють невелику річку, яка протікає південною частиною села на схід від Божикова, де від лівого берега впадає в річку Золота Липа, притоку Дністра.
Майже в усіх джерелах вода мінералізована, має гарні смакові якості. Джерело на Яремовій сіножаті, що на Оборищах, ніколи, навіть при сильних морозах, не замерзає. Пити воду з джерела в лісі на Довбищах небезпечно — можна захворіти на горло).
Старі жителі переказували, що в минулому лівий потік був повноводний. Його звали річкою. Він брав початок на Яхновичевій сіножаті на Оборищах. Під час повені селеном, що прийшла із Линичок, джерело замулилося, і витік води з нього значно зменшився. Одночасно в селі Набережне (Библо) Галицького району Івано-Франківської області виникло велике джерело води. На лівому боці  біля колишньої лісничівки є ставок.

### Ліси
З півдня, заходу і півночі село оточують лісові масиви, переважно листяних порід. До Першої світової війни тут росли великі дубові, букові, грабові діброви. Окремі дуби сягали в діаметрі більше півтора метра. В час війни вони були вирубані. Наприкінці 20-х років закладаються невеликі гаї сосни і смереки, а в радянський час — смереки карпатської, ялиці карпатської, модрини європейської, дуба звичайного і червоного, бука, клена, калини. Крутосхили Котівської гори частково залісненні сосною. Тут росте також шипшина, глід, терен.
На південних схилах Мазярської і Котівської гори збереглася дольодовикова рослинність. В різнотрав'ї росте багато цінних лікарських рослин.

### Тваринність
Тваринний світ терену характерний для Опілля. Найпоширенішні свиня дика, сарна європейська, лисиця руда, заєць сірий, ласка, вивірка лісова. Зустрічається тхір лісовий, хом'як звичайний, ондатра, сіра куріпка. У 80-х роках із Біловезької Пущі завезли кількох лосів (факт?).
В 1992 році через браконьєрство лосі і борсуки були знищені у цій місцевості. Нині під загрозою знищення — круки, кані.

### Корисні копалини
З корисних копалин на території села залягають будівельні матеріали: вапняки, пісковики, опока, піски, глини. На фундаменти використовують пісковики з Голиць, Білих криниць.
Ще до половини XX століття для будівництва житлових і господарських будинків все використовували опоку, яка залягає майже повсюдно. Поклади білої глини залягають на південносхідному схилі Мазярської гори в урочищі «На межах». Аналізи жовтої глини з урочища «Глинищі» на Куті показали її високу якість для виробництва цегли. Пісок залягає в урочищі «Заліс».

### Клімат
Для села характерний помірно континентальний клімат. Тростянець розташований у «холодному Поділлі» — найхолоднішому регіоні Тернопільської області.
| Клімат Тростянця          | Клімат Тростянця | Клімат Тростянця | Клімат Тростянця | Клімат Тростянця | Клімат Тростянця | Клімат Тростянця | Клімат Тростянця | Клімат Тростянця | Клімат Тростянця | Клімат Тростянця | Клімат Тростянця | Клімат Тростянця | Клімат Тростянця |
| Показник                  | Січ.             | Лют.             | Бер.             | Квіт.            | Трав.            | Черв.            | Лип.             | Серп.            | Вер.             | Жовт.            | Лист.            | Груд.            | Рік              |
| Середній максимум, °C     | −1,3             | 0,0              | 5,0              | 13,0             | 18,9             | 22,1             | 23,4             | 22,8             | 18,5             | 12,8             | 5,6              | 0,7              | 11               |
| Середня температура, °C   | −4,3             | −2,9             | 1,4              | 8,1              | 13,5             | 16,8             | 18,1             | 17,4             | 13,4             | 8,3              | 2,7              | −1,8             | 7                |
| Середній мінімум, °C      | −7,3             | −5,8             | −2,2             | 3,3              | 8,2              | 11,5             | 12,9             | 12,1             | 8,4              | 3,8              | −0,2             | −4,3             | 3                |
| Норма опадів, мм          | 32               | 32               | 34               | 51               | 79               | 93               | 98               | 73               | 56               | 39               | 37               | 41               | 665              |
| ------------------------- | ---------------- | ---------------- | ---------------- | ---------------- | ---------------- | ---------------- | ---------------- | ---------------- | ---------------- | ---------------- | ---------------- | ---------------- | ---------------- |
| Джерело: climate-data.org |                  |                  |                  |                  |                  |                  |                  |                  |                  |                  |                  |                  |                  |

## Історія

### Археологічні знахідки
Археологічні матеріали засвідчують, що територія Тростянця була заселена здавна. Біля Котова виявлені залишки поселення ІХ-VII століття до нашої ери, а поблизу Нижньої Липиці — стоянку пізнього палеоліту. На території села Шумляни знайдений бронзовий меч ІХ ст. до н. е. біля Божикова — глиняний посуд VIII—VI ст. до н. е.
З аналізу розташування окремих частин села і їх назв можна зробити висновок, що перші жителі поселилися біля правого потоку теперішньої частини села, що носить назву Кут з вулицею Ринок. Це була найзахищеніша територія: з півдня і заходу гора і ліси, зі сходу — болота. За переказами це були охоронці замку, який височів у лісі на горі Верховина за 1,5 км в південно-західному напрямку від села.

### Замок
Історія не зберегла часу спорудження замку та імені його засновника. Вивченням замку ні історики, ні археологи не займалися, наукові дослідження не проводили. За переказами це був один із сторожових і оборонних пунктів на підступах до Галича — столиці Галицько-Волинського князівства. Виходячи з цього можна стверджувати, що поселення виникло не пізніше XII або XIII століття.
За другим переказом Тростянецький замок до Мечищівського був з'єднаний глибоким ровом, по якому міг вільно проїжджати віз. На окремих ділянках рів зберігся.

### Перші писемні згадки
Першу письмову згадку про село документальна історіографія датує 30 січня 1441 року Під цим роком вказується, що володарями Тростянця були Ян Скарбек із Шаранчук (Саранчуки) і Ян Кола із Делеєва.
В подальших вивченнях вдалося встановити давнішу письмову згадку про село. Відомий польський історик і юрист Пшемислав Домбковський на основі «Актів громадських і земських» за XV століття склав «Поділ адміністративний воєводства Руського і Белзького XV ст.» (Львів, 1939 р.), куди увійшли усі населені пункти обох воєводств того часу з датами письмових записів про них. В згаданих актах село Тростянець вказується під 1409 роком. Одна з ним проблема — ці акти почали вести в 1435 р.
Цю ж дату наводить професор Прикарпатського університету імені В. Стефаника (Івано-Франківськ) доктор історичних наук академік Володимир Грабовецький у монографії «Нариси історії Прикарпаття». — том І, 1992 р. Про що йшла мова в цій письмовій згадці, встановити не вдалося, бо акти не збереглися. Не викликає сумніву факт, що це могли бути записи про продаж або купівлю господарств в селі, про дарування або боргові зобов'язання когось із жителів села, тому що в актах громадських і земських фіксувалися тільки такі факти. Отже, дату 1409 рік слід вважати першою історичною документальною згадкою про село Тростянець. Хоча Грабовецький частенько вигадував дати або користувався абсолютно помилковими.
Третя письмова згадка про Тростянець відноситься до 1491 року. В судових справах т 14 № 177 за 30 січня 1491 року написано, що Ян Скарбек із Саранчуків позичив у Сов'яха із Ходоркевичів 100 польських гривень. У випадку, коли б він не зміг повернути борг, зобов'язується віддати Сов'яхові у володіння села Тростянець і Вільховець, які належали до Потуторської гміни Галицького повіту.
У шематизмі Львівської митрополичої архієпархії за 1928 рік записано, що церква в Тростянці — з 1240 року. Першоджерелами ця дата не підтверджена.

### Походження назви
В Україні 20 населених пунктів носять назву Тростянець. Топонімісти стверджують, що ці поселення дістали назви річок, біля яких виникли. В адміністративній карті «Дискрит Галичина» (видавець професор краківського Ягеллонського університету доктор Володимир Кубійович, 1942 р.) річка, яка протікає через село Тростянець названа Журавицею. Цю назву вживали старожили села. В літературі і картографії радянського періоду річка безіменна. Виходячи з цього, версія, що назва села пішла від назви річки дуже сумнівна.
За іншою версією, в давні часи долина річки, що протікає через село, була заболочена, в окремих місцях творила ставища (досі поля перед селом зі сходу звуть Перші і Другі Ставищі), мала великі зарослі трощі. Найправдоподібніше, що від назви цієї рослини і пішла назва поселення.

### Власники села
В 1378 році вводиться новий адміністративний поділ, за яким Тростянець входить до складу Галицького староства Руського воєводства.
Відомо, що вже в 15 столітті селом володів шляхтич-орендар із Саранчук Ян Скарбек. Понад два століття село належало магнатському родові Сенявських, з початку 19 століття — польському магнату Станіславу Потоцькому, які постійно передавали його в посесію і оренду шляхті: деякий час Потоцькому. Управляв селом управитель Котівського маєтку.
В документах за 1683 рік зафіксовані дані про земельні угіддя Тростянця та панські повинності, які повинні були виконувати селяни Котівському управителю. Крім відробітку панщини 4 дні влітку і 3 дні взимку, селяни ще платили податки медом і рибою. В той час перед селом уже був панський двір Котівського управителя. Управляв двором економ німець Бурбахер. Долину від «Вигона» до двору займали ставки.

### Татарські напади
У 16-17 століттях були часи частими напади кримських орд на ці терени, проте конкретних історичних свідчень про напади на Тростянець не збереглося. Зате збереглися перекази про напади татар, які й досі побутують в селі. Зокрема в одній із легенд говориться:
|  | В давні часи тростянецька громада придбала дзвін і встановила його на дзвіниці біля дерев'яної церковці. То був дуже великий дзвін. Його голос було чути і в навколишніх селах. Раділа громада з придбаного, бо такого дзвону в окрузі не було. Щодень в надвечір'я, він благословляв селян на відпочинок, а в свята та неділі закликав їх до молитви в Божому храмі. Мовчав тільки у Велику П'ятницю та Суботу. Особливо величним та гучним був його (дзвін) звук з першими словами «Христос Воскрес». Протягом Великодніх свят і Провідної (Томиної) неділі він від ранку до вечора не змовкав. Безустанно дзвонили і старі, і молоді, і діти. Тривожним дзвоном сповіщав про небезпеку, наближення ворога, піднімав громаду на боротьбу з ним. Та недовго судилося йому служити громаді. На село напала татарська орда. Хтось із селян задзвонив на сполох. Селяни втекли і заховалися в навколишніх лісах. Пограбувавши село, татари вбили дзвонаря, зняли з дзвіниці дзвін, і забрали його з собою. Через окіп подалися на захід. Бездоріжжя, круті схили ярів затруднювали просування ватаги. Найбільше клопоту завдавав їм дзвін. Вони залишили його в рові. Згодом пішла велика злива, селеном дзвін замулено. Йшли роки, але громада не забула свого охоронця-спасителя. Вона щирими молитвами просила в Бога повернення дзвону. Одного разу пастухи, що пасли худобу поблизу рову, почули під землею гул дзвону. Гул повторився на другий, третій день. Розкопали це місце і в намулі знайшли заповітний дзвін. Він ще довго служив тростянецькій громаді. Рів, в якому відкопали дзвін, назвали «Дзвінячим ровом». Ця назва збереглася донині |

Перекази доносять, що на горі Голиці була встановлена, «чуга» з якої сторожа сповіщала про підхід татар з Підгаєцького чи Бережанського напрямку.

### 17-18 століття
В народному оповіданні йдеться, що тростянецька громада підтримувала козацько-селянські війська Богдана Хмельницького в його боротьбі з польською шляхтою.
В роки визвольної війни поповнювали ряди козацьких загонів, брали участь у військових операціях у складі війська Б. Хмельницького.
На початку травня 1745 року, як стверджує академік Володимир Грабовецький, через Шумляни-Тростянець проходив загін карпатських опришків з легендарним на чолі з Олексою Довбушем. Після відпочинку загін подався до Стратина на Рогатинщині, а звідси 13 травня через Галич повернувся в Карпати. Тростянецька громада шанувала Олексу Довбуша. Донедавна в селі широко побутувала пісня «Ой під гаєм зелененьким ходить Довбуш молоденький».

### Австрійський період

#### Кінець 18— початок 19 століття
У 1781 році введено новий адміністративний поділ. За ним Тростянець увійшов до складу новоствореного Бережанського циркулу (округи), який існував до 1867 року. Сільські громади дістають право самоврядування. Сільську управу очолив війт. На загомінках проти Дідухової вулиці громада спорудила радний будинок, в якому засідала сільська управа, частину приміщення займала парафіяльна школа.
В 1785 році в Галичині проведено перепис населення і його майна. Документ перепису дістав назву Йосифінської метрики і дає першу найповнішу майново-власницьку характеристику господарств і земель села. Йосифінську метрику села ствердили війт і селяни Шевців, Дідух, Довган, Сус, Ликтей, Халупа, Семенів. За першим галицьким переписом в Тростянці налічувалося 84 двори, церква, корчма, панський двір. На день перепису в селі проживало 498 осіб.
Ще одним документом, в якому містяться відомості про Тростянець, є Францисканська метрика 1820 року. Для складання цієї метрики повторний перепис не проводився, а лише були внесенні зміни в оподаткування на підставі заяв господарів. До них була призначена повторна ревізія і за її результатами змінено розміри податку з господарства. Причини зміни розмірів земельних наділів не вказуються.
У фасіял або податкових книгах, які були складенні на підставі Йосифінської метрики, узнаємо, що податком було обкладено 28 господарств із 84. Від податку звільнялися війт, коморник, побережник, службові і робітні (тяглі) селяни.
За францисканською метрикою 91 селянське господарство мало такі розміри земельного наділу в моргах (1 морг = 0,56 га.)
| Розмір наділу | Володіло дворів | Прізвища господарів, котрі володіли цим наділом |
| ------------- | --------------- | --- |
| 13            | 1               | Парох |
| 12            | 1               | Праців Микита |
| 11            | 3               | Кудла Дмитро, Мрілковський Тадей, Пілецький Тадей |
| 10            | 14              | Бризіцкий Данило, Білоус Юрко, Дідух Захарко, Грицко Семен, Гишка Іван, Кудла Гринько, Проциків Іван, Проців Яцко, Пілецький Олександр, Пілецька Регіна, Поглод Кідрат, Ткачик Іван, Заторський Василь |
| 9             | 17              | Буняк Іван, Халупа Іван, Заяць Іван, Халупа Яцко, Халупа Микита, Середа Семен, Довган андрух, Гавдида Василь, Кирик Василь, Ликтей Іван, Сус Роман, Поглод Дмитро, Поляк Юрко, Пальчак Андрух, Помагайбіг, Поглод Павло, Порохняк Стефан |
| 8             | 63              | Бабій Юрко, Бризіцкий Андрух, Халупа Іоким, Чорненький Микита, Халупа Тимко, Дух Левко, Дух Мартин, Гончак Гаврило, Юрчишин Іван, Кондрат Тимко, Карпишин Юрко, Кудла Ярема, Ликтей Олекса, Ликтей Михайло, Михайлюк Андрух, Олексюк Павло, Поглод Данило, Проців Ілько, Пальчак Ясько, Пальчак Іван, Пальчак Войцех, Русин Іван, Русин Дмитро, Рубінець Тимко, Рубінець Василь, Семенів Стах, Сусова Анна, Семенів Олекса, Семенів Ясько, Семенів Юрко, та ін. |
| 7             | 8               | Бойко Ілько, Гишка Яцко, Юрків Павло, Кізима Семен, Кондрат Павло, Ликтей Олекса, Захарків Юрко, Захарків Іван |
| 5             | 2               | Хрептус Тимко, Ликтей Іван |
| 4             | 2               | Савчук Гаврило, Ткачик Павло |
| 3             | 2               | Плехоцький Іван, Поляк Дмитро |
| 2             | 5               | Халупа Ігнаци, Чорнявий Стах, проців Юрко, Семенів Роман, Василь Ясько |
| 1             | 3               | Кудла Данило, Ковалиха Марина, Пальчак Тимко |

Громаді села належало 12 моргів поля (громадське).
В інвентарі Бережанського ключа записано, що на початку 19 століття тростянецькі селяни, котрі сиділи на півдворищах, відробляли панщини по 4 дні влітку і по 3 дні взимку, на тиждень, давали щорічно 18 грошів, одного каплуна, 2 курки, 10 яєць, півтора ліктя прядива. Ті, що сиділи на четвертинах, відробляли літом по 3, а зимою по 2 дні на тиждень, давали пів каплуна, 1 курку, 6 яєць, один лікоть прядива. Крім того, усі відробляли різні толоки, шарварки. В той час в селі було 6 півдворищ і 22 четвертинників. Священик сидів на півдворищу. Мельник також сидів на півдворищу, але ще щорічно сплачував 3 злотих. Двору належало 5 ланів, три від Божикова, по одному в Цетині і перед селом.
Старі люди села оповідали, що за Австрії панщину відробляв голова родини. Інші члени сім'ї працювали на своєму полі.
В 1785—1797, а потім в 1819—1820 роках вперше проведено кадастр усіх земельних угідь. Кадастрові карти Тростянця виготовленні в 1846 році і зберігаються в Тернопільському обласному архіві. Мабуть, в той час була виконана обваловка поля від лісів і невжитків. На військовій службі після приєднання Галичини до Австрії перебували спочатку 14, потім 12 років. Дяки — звільнялися від призову до війська.

### середина 19 століття
16 (3) травня 1848 року під тиском революційних подій, які пронеслися по Європі в час «весни народів», імператор Австро-Угорщини Фердинанд І видав маніфест, який скасував панщину. За цим актом селяни одержали у власність з правом спадковості і продажу земельні наділи, якими користувалися за панщини; крім того, — 70 % оброблюваних земель із панського лану. Згідно з умовами скасувалися панщини селяни мали сплачувати викуп — 20-річну вартість усіх річних панщинних повинностей. В 1853 році уряд частково покрив кошти, пов'язанні з передачею землі. 16 травня проголошено національним святом — Днем свободи. На честь цієї події наші предки поставили хрест і «ховали» панщину, а в 1873 році на роздоріжжі центральної і дороги на Молохів поставили пам'ятний хрест.
Після викупу землі майновий стан господарів був найрізноманітнішим. В селі виникли заможні і малоземельні господарства, чого раніше не було. Згідно з журналом і картотекою землевласників Тростянця (картотека поіменна і зберігається у центральному державному історичному архіві у Львові), за 1880 рік землею володіли: К-сть землі, моргів К-сть власн. Землею володіли
56 1 Петро Пілецький
31 1 Францішек Пілевський
24 1 Наполеон Пілецький
21 1 Гнат Семенів
19 1 Антон Ликтей
18 3 Бабій Яцко, Рубунець Андрух, Білоус Антон
16 2 Поглод Кіндрат, Білик Явдоха
15 4 Процик Іван, Захарків Левко, Процик Стах, Бабій Юрко
14 8 Скальський Міхал, Виваль Анна, Захарків Андрух, Семенів Проць, Ликтей Тимко, Ткачик Микита, Гишка Левко, Семенів Микита
13 16 Ликтей Івась, проців анна, проців павло, Білоус Гринь, Захарій Матвій, Ликтей марія, Гавдида Іван, Ткачик Панько, Юрчишин Гаврило, Сус Павло, Поглод Петро, Гишка Яцко, Кізима Микита, Проців Ярема, Поглод Андрух, Шевців Степан
12 23 Пальчак Іван, Пальчак Бартко, Пальчак Міхал, Проців Данило, Ковалик Іван, Поглод Семко, Созанський Андрій, Гишка Яким, Рабик Тимко, Халупа Левко, Кізима Макар, Білоус Ян, Сус Тимко, Процик Андрух, Галасюк Панько, Ликтей Атанас, Юрчишин Іван, Семенів Микола
11 14 Мосендз Франко, Сус Артем, Дух Василь, Карпишин Семко, Семенів Панько, Яхнович Семко, Дідух Іван, Кізима Василь, Проців Василь, Стрияк Василь, Хрептус Григорій, Дух Левко, Погребний Проць, Заторський Матеуш
10 9 Карпишин Юрко, Бризіцький Кузьма, Стрияк Василь, Кізима Міхал, Ликтей Іван, Ликтей Павло, Рихліцкий Микита, Кирик Луць, Ликтей Михайло
9 4 Пальчак Войтко, Тебецька Анна, Проців Стефан, Бризіцький Іван
8 4 Бабій Іван, Заторський Антон, Кудла Пилип, Кудла Гнат
7 10 Поляк Роман, Семенів Семко, Порохняк Іван, Ликтей Левко, Ткачик Паранька, Поляк Гнат, Залуцький Францішек, Халупа Тимко, Халупа Максим, Ликтей Луць
6 21 Білецький Францішек, Поглод Павло, Ткачик Кузь, Стрияк Павло, Чавурський Яким, Гардаш Іван, Гардаш Максим, Буняк Левко, Созанський Яцко, Гишка Ярина, Семенів Федько, Пальчак міхал, Буняк Микола, Поляк Михайло, Заторський Матеуш, Заторський Василь, Русин Луць, Білоус Паранька, Середа Роман, Гишка Василь, Ликтей Петро
5 6 Поглод Ядунька, Кудла Настя, Халупа Петро, Кудла Ілько, Буняк Семен, Ликтей Левко
4 8 Пальчак Петро, Ликтей Роман, Кудла Яга, Михайлів Стефан, Русин Василь, Михайлюк Міхал, Михайлів Юлія, Пальчак Ян
3 7 Ленартович Франко, Дідух Яцко, Кізима Павло, Крученик Маланка, Шанковський Кость, Парибик Гаська, Карпишин Артим
2 3 Гелембйовський Левко, Мороз Микола, Козловський Василь
1 5 Кізима Іван, Семенів Гринько, Пілецький Петро, Зулінський Пилип, Комаришин Єва
До 1 11 Святальський Антоні, Леськів Явдоха, Прокопів Олекса, Михайлів Юлія, Школьник Ян, Мосендз Йозеф, Луцик Мариська, Ковалик Панько, Семенів Тимко, Антош Ян, Пілецький Петро
В 1880 році в Тростянці було 168 господарств. Вони посідали 1130 моргів ріллі 470 городів і лук, 243 — пасовищ, 10 — лісу, Церква посідала 62 морги земельних угідь, сільська гміна — 312 моргів пасовищ і невжитків (схили гір), край доріг. У власності двору було 22 морги ріллі, 18 — городів і лук, 36 — пасовищ, 1780 — лісу. В той час на дворі був один будинок, де жило 4 мешканці. До того часу ставищі були осушені і разом з 3 ланами від Божикова і 1 — від двору були передані у власність селян, а лан у Цетині — в оренду.
Після скасування панщини для допомоги бідним селянам в насінні зернових та голодуючим в селі створюється громадський шпихлір, який пізніше перейменовано в гмінну касу позичкову. В 1880 році вона мала 3000 злотих капіталу. В 1904 році каса позичкова реорганізована в громадську касу ощадностей і позичок (проіснувала до першої світової війни). Кожний член каси щорічно вносив в її фонд гарнець збіжжя від дому (1 гарнець — 3,28 л.)
З появою землі у приватній власності між селянами часто виникали чвари за межі. Для вирішення земельних суперечок сільська управа створила з числа шанованих в селі господарів групу «таксаторів». Обов'язком групи було примирення ворогуючих сторін за межу. В той час ширину загону чи ниви міряли бичивном батога. Довжина бачивна в кожного господаря була однакова. Її перевіряли по зарубках на верхніх полудрабках обох драбин воза.

## Політика

### Парламентські вибори, 2019
На позачергових парламентських виборах 2019 року у селі функціонувала окрема виборча дільниця № 610049, розташована у приміщенні народного дому.
Результати
- зареєстрований 281 виборець, явка 53,38%, найбільше голосів віддано за «Слугу народу» — 25,68%, за «Європейську Солідарність» — 22,97%, за «Голос» — 13,51%[4]. В одномандатному окрузі найбільше голосів отримав Іван Чайківський (самовисування) — 56,08%, за Тараса Юрика (Європейська Солідарність) — 20,27%, за Володимира Кісілевича (Слуга народу) — 9,46%[5].

## Стихійні лиха
Час від часу село зазнавало стихійних лих. В 1621, 1709, 1760, 1772 роках в селі панувала чума (її ще звали хворобою «Чорної смерті»), в 1599, 1642, 1772, 1848 роках — холера, які масово забирали людей із життя. Тільки в 1848 році на холеру померло майже 90 жителів села. Про ці страшні епідемії і сьогодні нагадує забутий невпорядкований «холерний» цвинтар, що знаходиться на початку лісу «На Гуньовому» — Глинищі.
3а тодішніми законами померлих на холеру хоронили на окремому цвинтарі без релігійних обрядів. Померлих на, цвинтар звозили домашні або визначена група погребних. Всі пожитки померлого на холеру спалювали. Їжу хворим по домах розносили спеціальні посильні. Для запобігання розповсюдження холери в селі вбивали всіх котів і псів. Досі існує переказ, що похоронена група разом з померлим родини Порохняк вивезла і скинула до ями важко хвору дівчину. На ранок другого дня дівчина прийшла додому, і ще довго жила. Останній раз холера в селі була поширена в 1915 році.
Свійських тварин, що загинули від пошестей, закопували на відведеній для цієї мети площі «На старому» — на східній частині Мазярської гори.
В 1866 і 1889 роках в селі панував великий голод. Львівський літопис стверджує (подається за оригіналом) що в 1838 році «Весна була барзо сухая, не хотіл дощ падати, не хотілося нічого родити, ані трави, і шося було озимини оказало, то у свята зеленії мороз пожовал, а шо сіяно ярини, то за посухою не сходило. Аж по святому Петрі дощ спал, тож почало сходити».
Великої матеріальної шкоди завдавала селянству сарана, знищуючи посіви зернових і круп'яних культур.
Історія церкви, як і історія села, бере свій початок з прадавніх часів. Коли вона була вперше збудована, коли засновано сільську парафію в історичних документах не зафіксовано. В шематизмі львівської метрополичої архієпархії за 1928 рік зазначено, що Тростянецька церква Архистратига Михаїла бере свій початок з 1240 року. В інших щорічних виданнях, починаючи з 1832 року, шематизми не подають більше цієї дати. Вперше в архівних документах про наявність в селі церкви знаходимо у францисканській метриці за 1820 рік, в якій зазначено, що тростянецька парафія мала в наділі 13 моргів поля, за що священик сплачував 20,34 злотих податку. В церкві зберігається перший том записів священиків протягом 1780—1800 років під назвою «Протокол монархічних публікацій приїжджих». В книзі є відбиток печатки Тростянецького парафіяльного уряду (форма еліпса 38х34 мм).
3 часу заснування парафії селяни сповідали православ'я. В 1303 році була створена Галицька православна митрополія, яка в 1412 році перенесена в Київ. З перших років загарбання галицьких земель в XIV столітті польська шляхта почала відверто зневажати православ'я, переслідувати православне духовенство, насильно насаджувати католицизм. Це призводило до занепадання Церкви, до спустошення церковного життя українського народу. Окрема частина українців почали переходити в католицизм.
В такій ситуації 6 жовтня 1596 року за ініціативою єпископів Володимирського Іпатія Потія. Волинського Кирила Терлецького і митрополита Михайла Рогози в Бресті відбувся Берестейський (Брестський) церковний Собор, який прийняв основні догмати Католицької Церкви, зберігши православні обряди і відправу слов'янською мовою, ствердив об'єднання церков і визнав зверхність папи римського. Православне духовенство зрівнювалося у правах з католицьким. Так виникла Греко-католицька церква.
Зміна церковної орієнтації відбувалася повільно. 7 березня 1700 року Львівський єпископ Йосип Шумлянський (уродженець села Шумляни, тепер Підгаєцького району) відрікся православ'я і визнав Брестську унію. З липня 1700 по березень 1701 року він об'їжджав усю дієцезію і на церковних соборчиках приєднував православних священиків до унії. То ж можна вважати, що церква в Тростянці стала греко-католицькою в 1700 або 1701 роках.
В кадастрових картах 1846 року зазначено, що на перехресті правого потоку з дорогою, яка веде на Кут, стояла невелика дерев'яна церква. Згоріла в 1850 році. Навколо церкви був цвинтар.
З тих часів збереглися кам'яний хрест та кам'яна плита, де стояла церква.
В 1859 році коштом і силами громадян при допомозі патрона церкви графа Йосифа Потоцького і під керівництвом священика о. Антона Лотоцького споруджена кам'яна церква. Земельну ділянку під забудову церкви виділив зі свого городу Михайло Михайлів (пізніше всі Михайліви села прийняли прізвище Михайлюк). Взамін Іван Ликтей виділяє М. Михайліву рівноцінну площу із власного поля перед селом «На рівному полі». Будівництво велося довго, бо люди в селі після скасування панщини були бідні і не могли швидко зібрати кошти. Архітектор, будівничий, різьбярі, художники, які будували і оздоблювали церкву, невідомі. Під час накриття з даху церкви впав і вбився майстер, єврей за національністю. Похований на цвинтарі біля дороги і потічка до каплиці, кам'яний пам'ятник зберігся, напис відсутній. Камінь для будівництва брали із Сусової гори. Подібної архітектури збудовані церкви в Литвинові в 1842 році і в Саранчуках в 1860 році.
29 травня 1902 р. Львівський митрополит Андрій Шептицький був тут з канонічною візитацією і поновно посвятив церкву.
В 1884 році поруч із церквою збудований парафіяльний будинок (цегла сільського виробництва).
До 1939 року кожна церква мала свого патрона. Ним були багаті або високопоставлені особи, які піклувалися церквами. Патронами Тростянецької церкви до 1895 року був граф Станіслав Потоцький, а після його смерті до 1936 року — граф Якуб Потоцький. Патрони церкви до Станіслава Потоцького нам не відомі.
Шематизми засвідчують, що тростянецька парафія спочатку належала до підгаєцького деканату, а з 1907 року по наш час[коли?] до Бережанського. Парафія посідала в 1820 році 13 моргів, в 1880 році 62 морги, а 1932 році — 31 гектар сільськогосподарських угідь. З них 25,56 га ріллі, 1,75 га — городу, 0,86 га — саду, і 3,2 га — сіножатей.
В шематизмі Львівської дієцезії взнаємо (шематизми виходили щорічно починаючи з 1832 року), що до 1836 року парохом в селі був о. Іоан Крайковський, 1773 року народження. В 1836—1837 роках і в 1841 році — капелан адміністратор о. Іоан Громницький, 1811 року народження, в 1842—1846 року о. Василь Фортуна.
В 1847 році Тростянецьку парафію посідає о. Антон Лотоцький 1819 року народження, рукоположений в 1843 році. Дружина Маркелія, з дому Полева, 1822 року народження. Мати 8 дітей: 6 хлопців і 2 дівчини. Володимир і Анастасій стали священиками, Лев — народним учителем, поетом, батьком письменника, гімназійного професора Антона Лотоцького. Відомостей про Мелетія, Петра, Ромелію і Марію не маємо. Тит помер у молодому віці.
Не легкою була праця о. Антона. Під його керівництвом збудована церква. По-суті, при ньому регулярно працювала парафіяльна школа, вчителем якої він був. Йому належить та велика пропагандистська і організаційна робота в боротьбі з пияцтвом в селі, яке тоді мало масовий характер. Помер на 65 році життя 26 січня 1884 року. Похоронений на сільському цвинтарі.
Ще за життя о. Антона Тростянецьку парафію в 1881 році приймає його син о. Анастасій. 1853 року народження, народився в Тростянці, рукоположений в 1881 році, одружений. Дружина померла під час пологів, вдруге не одружувався, Це був високо освічений енергійний, з великими організаторськими здібностями, шанований громадою і кліром священик. Він ініціатор утворення в селі народної школи, працював в ній катехитом, з 1909 року член Товариства св. Апостола Павла. Посідаючи Тростянецьку парафію, він одночасно працював віцедеканом з 1903 року — деканом Підгаєцького і з 1907 року — Бережанського деканату. В 1910 році призначений асесором Львівського митрополичого церковного інстанційного суду у справах дисциплінарних з правом контролю Львівської, Перемишлянської та Станіславської Єпархій. Обирається членом Ради Тростянецької громади. Удостоєний почесного священицького звання, крилошанина. В 1918 році, після повернення із заслання, нагороджений орденом «Леопольда» (в 1916 р. був арештований російською військовими владою і висланий в Росію.)
Сорокап'ятирічне (1881—1926 рр.) служіння о. Анастасія громаді Тростянця — то був період великого духовного, просвітницького і культурного піднесення громади.
При церкві Архистратига Михаїла о. Анастасій створює братство «Найсвятіших Тайн», яке канонічно визнане в 1894 році. В його склад тоді увійшло 39 братів і 66 сестриць. Із числа членів братства обиралася церковна старшина. В 1910 році в братстві було 142 члени. Кожний член братства щорічно сплачував в церковну скарбницю внески в розмірі 0,2 — 0,25 австрійської крони, в 1925—1944 роках від 25 грошів до 3 польських злотих, чи радянських карбованців або німецьких окупаційних злотих, в залежності від майнового стану.
Братство мало дві хоругви, а кожний член братства власну свічку із бджолиного воску, яку світив під час Богослужінь. Після смерті члена братства свічка ставала власністю братства. Братство ліквідоване в 1946 році після Львівського Собору, який проголосив скасування Берестейської Унії.
На початку XIX століття серед селян Галичини загрозливих масштабів набрало пияцтво. Цьому сприяли землевласники, які володіли монополією на виробництво алкоголю, і шинкарі, які ним торгували. За статистикою того часу на кожного жителя краю щорічно вироблялося 26 літрів горілки, а на кожних 232 жителів припадав один шинок (корчма). Була корчма і в Тростянці біля радного будинку. Окремі господарі за короткий час пропили майже усе поле, яке мали у власності після скасування панщини (Білик, Середа). Навколишні дідичі фільварків, особливо Слов'ятинського, в котрих на сезонних роботах працювали жителі села, часто виплачували заробіток не грішми, а горілкою, на що радо йшла молодь.
Львівський митрополит Михайло Левицький в той час звертається до духовенства краю із закликом провести боротьбу з цим суспільним лихом, проповідувати тверезість. Священик о. Антін Лотоцький створює при церкві Братство тверезості. В 1896 році воно канонічно установлюється в Братство святої Тверезості. (в 1896 році об'єднувало 240, а в 1910 році 250 членів). Заходами Братства біля церкви встановлений пам'ятний дубовий хрест, на якому усі дорослі селяни урочисто і прилюдно присягали дотримуватися тверезості. На наступні роки, аж до першої світової війни, усі молоді пари перед вінчанням складали присягу тверезості біля пам'ятного хреста в присутності священика і весільних гостей. Посилення боротьби з пияцтвом набуло розмаху в громаді після візитації Тростянецької парафії 18 травня 1896 року невтомного борця за тверезість Галицького митрополита Сильвестра Сембратовича.
Страх перед Богом і гріхом, стид перед громадою за порушення даної обітниці стримували людей від споживання алкоголю, а проведенні заходи дали позитивні результати. На весіллях та інших оказіях горілку пили такими келішками, як наперсток.
Були і порушення присяги. В 1907 році за пияцтво з Братства тверезості виключені Григорій Юрчишин, Михайлюк і Текля Ленартович.
Сільська корчма єврея Фельгерштейна банкрутує і в 1914 році перестала існувати.
А ще розповідають, що тодішній війт Шевців викорінював пияцтво на селі палицею, з якою ніколи не розлучався. Коли заходив до корчми і заставав там селян, що випивали, або були п'яними, витвережував їх палицею, або арештом на декілька днів. Ще досі по селі ходить поговірка: «На теперішніх п'яниць потрібна Шевцева палиця».
Після першої світової війни Братство тверезості перестало існувати, як таке, що вичерпало свою роботу.
Великий вплив на духовне виховання населення мали духовні місії. Остання проведена в селі 22-25 червня 1909 року. Тоді біля церкви встановлено дубовий хрест на якому викарбувано «Вь памятку місії духовної в Тростянци Р. Б. 1909 вь місяци червню 22-25».
В 1906 році в селі установлюється недільний відпуст на честь Онуфрія Великого (25 червня).
Здавна при церкві існував парафіяльний хор. Виконавська майстерність хору зросла під орудою дяка Лаврентія Бабуняка (1858—1914) і регента Василя Слабодуха. Хор мав велику популярність в окрузі, він не тільки виконував релігійні пісні і співав на Богослужіннях, але включав у свій репертуар й пісні світського характеру.
13 жовтня 1888 року в усіх парафіях Галичини відбулося святкування 900-ї річниці Хрещення Русі. З цієї нагоди в церкві села відправлена Служба Божа і урочистий молебень.
Тростянецьку парафію періодично візитують владики Греко-католицької церкви. 18 травня 1885 року в селі візитував митрополит Галицький Сильвестр, кардинал Сембратович, а 29 травня 1902 року митрополит Андрей Шептицький, про що в книзі списків парафіян Тростянця зробили власноручні записи.
Кир Сильвестр — «Предложено в часі осмотра канонного, Тростянець дня 18 мая 1886 р.»
підпис: + Сильвестр митрополит.
Кир Андрей — «В часі візити канонічної предложено дня 29 мая 1902 р.»
підпис: + Андрей митрополит.
В особливо святковій обстановці стрічали жителі села обох владик. Перед селом їх зустріли і до церкви супроводили сільські бандерії на конях.
Їх вітали церковна процесія, діти із навколишніх сіл, духовенство деканату. В церкві відправлені архієрейські Служби Божі. Владики проголосили великі проповіді. Митрополит Андрей Шептицький освятив сільську церкву.
І ще є такий запис: «Предложено в часі канонічної візитації протопресвітеральної дня 22 грудня 1913».
Підпис: о. Євген, печатка «Протопресвітерат Галицький».
Після митрополичої візитації Андрея Шептицького жителька села Феська Семенів, дочка Панєка, 1879 року народження, приймає монаший чин сестри — служебниці ордену Пречистої Діви Марії. В 30-х роках стала Ігуменею жіночого монастиря в Жовкві на Львівщині (померла в 1944 році).

## Освіта
Перед прилученням Галичини до Австро-угорської імперії (1772 р.) селянство Тростянця було суцільно неписьменним. Освіту мали тільки священики, дяки. Сільські війти стверджували свої підписи поставленими хрестиками.
4 грудня 1774 року австрійський уряд видає указ про проведення в Галичині шкільної реформи, за якою в селах, де була парафія чи бодай церква, повинні створюватися однокласні тривіальні або парафіяльні школи з рідною мовою навчання. В 1786 році руська (українська) мова стає «краєвою» мовою (Із книжки «Товариство „Взаїмна поміч українського вчительства 1905—1930“ Льв. 1932 р.)
Однак заснування школи в селі як і в краї йшло надто повільно. Її утворенню чинилися всілякі перешкоди. Тоді, спираючись на цісарські розпорядження, Львівський єпископ Михайло Білянський і митрополит Антін Ангелович окремими „курендами“ зобов'язали духовенство закладати в селах парафіяльні школи, а парохам і дякам вчити селян грати.
З цього можна зробити висновок, що школа в Тростянці виникла не пізніше початку XIX століття, а засновником її був сільський парох о. Іоан Крайковський.
Найстарішою письмовою згадкою про парафіяльну школу в Тростянці є дані шематизму за 1832 рік. Була це однокласна школа з українською мовою навчання. Її ще називали дяківною, бо вчителі тоді були церковні дяки, а парафіяльною, оскільки належала до парафії.
В 1880 році парафіяльній школі належало 831 сажнів або пів морга городу. З 1805 року школа перебувала під церковним наглядом, а з 1868 року усі школи перейшли в державне підпорядкування. Спочатку для навчання дітей використовували найману хату. Пізніше школа поміщалася в сільському радному будинку „За селом“ напроти Дідухової вулиці.
На початку 1885 року Тростянецька громада звертається до Львівської Крайової ради шкільної з проханням відкрити в селі народну школу (лист написаний польською мовою о. Анастасієм Потоцьким) листом за підписом війта гміни Федька Ликтея та Стефана Семеніва (обидва були неписьменними); свої підписи в листі ствердили хрестиками. Ухвалою Крайової ради шкільної від 10 серпня 1885 року в Тростянці установлено школу філіальну і приєднується її до школи статової в Мечищеві. Цією ухвалою зобов'язано Тростянецьку гміну утримувати школу: покривати усі витрати на утримання шкільного приміщення, житла для вчителя, утримання шкільної обслуги, опалення і освітлення школи та житла вчителя.
Вчитель зарахувався до IV, найнижчого класу оплати праці. Відповідно (зачислявся) до окремого крайового шкільного закону Галицького сойму від 2 травня 1873 року розмір оплати праці вчителям IV класу статової школи, що становить 300 золотих ринських річно, а найвищого І класу — 500.
Це була початкова, так звана тривіальна школа, в якій діти вчилися трьом речам: писати, читати і рахувати. Були ще уроки із сільського господарства, садівництва, бджільництва, природознавства, історії, географії, співів. Уроки релігії проводив священик. Зрозуміло, що обсяг навчального матеріалу був невеликий, рівень знань учнів — пізнавальний.
В 1900 році громада села збудувала поруч з церквою цегляну школу на дві класні кімнати й помешкання для вчителя (кухня і дві житлові кімнати). Площу під школу і шкільний город офірував Тимко Рабик, а сім'ї Хоми Середи придбали землю в іншому місці. На честь цієї події громада поставила навпроти школи дубовий хрест (знищений за радянських часів атеїстами, відновлений в 1990 році).
В 1905 році школа дістає статус двокласної народної школи 4-го ступеня з двома вчителями. Того ж року в школі навчалося 168 дітей. З 1912 року в школі працює три вчителі Серед них Віцентій Шах, Кушнір (родом із Божикова) та уродженець Тростянця Ілярій Бабуняк.
Про закінчення школи дирекція видавала свідоцтво. В ньому вказувалося прізвище учня, його соціальне походження, початок вступу до школи, оцінки за „чтениє“, „писаніє“. „численіє“, здібність, працелюбство, звички, кількість пропущених уроків. У приміщеннях пояснювалися причини слабкості успішності, як „недбалость родителей“, „через слобость“, „убогость“.
Контроль за навчальним процесом здійснювала шкільна рада. До неї входили вчитель, представники громади, і священик. Всі вони опікувалися станом школи, слідкували за правильним розподілом державних грошових дотацій.
Деякі здібні тогочасні учні продовжили навчання у вищих школах. Першим гімназистом зі сільських хлопців став Іван Ликтей. Закінчивши Бережанську гімназію, він добровільно поступив на військову службу до 55-го піхотного полку австрійської армії. За тодішніми законами після однорічної служби дістав нижчий офіцерський чин. Першу світову війну закінчив у званні капітана. Після війни працював старостою у Перемишлі.
В Бережанській гімназії навчалися Йосиф Заторський, Михайло Ликтей (виїхав до США), Тереза Захарій, Володимир Захарій, Володимир Бабуняк, Теодор Бабуняк, Ілярій Бабуняк закінчив учительську семінарію. В майбутньому Йосиф Заторський і Теодор Бабуняк стали священиками, Володимир Захарій в 1926 році закінчив юридичний факультет Празького університету, Володимир Бабуняк — січовий стрілець, старшина Української Галицької Армії, перейшов на сторону Червоного Козацтва, за сфабриковану чекістами „участь“ у „Союзі Визволення України“ розстріляний в 1933 році, Ілярій Бабуняк — відомий постійно як народний вчитель.

## Громадське життя
Зростанню національної свідомості, розвиткові культурноосвітньої і духової роботи в краю сприяло товариство „Просвіта“. Вона вчила людей любити свій рідний край, відчути кривди свого народу, шанувати його традиції, особисті інтереси підпорядкувати інтересам спільноти. До Товариства „Просвіта“ горнулися і селяни Тростянця. Але склалося так, що в 1902 році невелика група селян за прикладом москвофілів села Рибники створили в селі читальню москвофільського Товариства ім. Качковського. Вона пропагувала єдність з росіянами і приєднання Галичини до Росії. На цьому ґрунті між населенням села виникли роздраї, чвари. Переважна більшість селян не підтримала москвофілів, розігнала читальню Товариства ім. Качковського, звернулася до головного відділу Товариства (читальні) „Просвіти“ за згодою на організацію в Тростянці читальні Товариства „Просвіти“. Організована наступного 1903 року.
Фундатором й організатором читальні „Просвіти“ були Тимко Карпа (Карпів) (1871 року народження), Антін Гишка (1880), Антін Ликтей (1883), Тимко Гишка (1880), Роман Поглод (1878), Іван Поглод (1875), Анастасій Білоус (1879), Роман Гишка (1978), Василь Карпишин (1875), Роман Семенів (1871), Іоан Заторський (1866), Іван Чавурський (1869), і Федь Білоус (1977), Всі вони були і першими членами читальні. Очолив читальню „Просвіти“ Теодор Галасюк (1881). В керівний склад читальні обрані: міським головою Василь Слабодух (1872), писарем Іван Поглод, бібліотекарем Антін Ликтей, господарем Стефан Поляк (1866). Читальня мала свою печатку круглої форми, на якій в центрі була стилізована розгорнута книжка в обрамленні вінка, по колу був напис „Читальня“ Просвіти» у Тростянці".
В 1909 році читальня мала 70 членів, з них 51 був неписьменним. Річний дохід становив 60,36 австрійських крон (1 ринський дорівнював 2 кронам, 1 крона становила 5 шісток, І шістка — 10 крейцерів). У фонді бібліотеки на 1 січня 1909 року було 239 примірників книжок (за кількістю книжок її випереджували тільки бібліотеки читалень «Просвіти» м. Бережан — 320, сіл Лапшин — 261 і Лісник — 250). У річному звіті Бережанська філія «Просвіти» подала, що на 1 січня 1909 року при 32 читальнях діяло 11 хорових і 8 аматорських гуртків, в тому числі хоровий і аматорський в Тростянці. Хоровим гуртком керував Василь Слабодух, хто аматорським — не вдалося встановити.
Спочатку читальня була «мандрівною». Вона не мала власного приміщення і поміщалася у господарів Василя Кудли і Явдохи Ликтей (Захаркова). Бібліотека знаходилась почергово в хатах активістів. В них влаштовували голосні читання часописів і книжок. Члени читальні сплачували внески, які тоді називали вкладками, давали пожертви на викуп земельної ділянки під будову Народного Дому.
Значну роль в національному і просвітницькому відродженні села в передвоєнний час відіграла громадська діяльність сільських гімназистів і семінаристів. Ілярія і Володимира Бабуняків, Михайла Ликтея, Йосифа Заторського, Володимира Захарія, секретаря сільської управи Андрія Швака. З їх участю і з допомогою відсвяткували 100-річчя від дня народження світоча Української нації Т. Г. Шевченка.
В селі бував і перед селянами виступав правник Бережанської філії Товариства «Просвіта» письменник д-р Андрій Чайковський. Часто бував і спілкувався із селянами письменник, вчитель Рогатинської гімназії Антін Лотоцький. Разом з ним приїжджав письменник, вчитель тієї ж гімназії Микола Венгжин, відомий і літературі, як Микола Угрин-Безгрішний, директор гімназії Михайло Галущинський (пізніше командувач Легіону Українських січових стрільців, видатний політичний діяч 20-30 років). Тоді-то виникла поговірка, яка побутує й досі: у Тростянці кінець світу, далі дороги нема.
У першому десятилітті ХХ сторіччя в Галичині великої популярності й широкого розвитку набуло молодіжне руханково-протипожежне Товариство «Січ». Перший осередок його засновано 5 травня 1900 року в с. Завалля Снятинського повіту (нині Івано-Франківська обл.) з ініціативи відомого українського громадського діяча, адвоката Кирила Трильовського.
В короткім часі «Січі» виникли майже в усіх селах і містах краю. З браку джерел не вдається з'ясувати час організації товариства «Січ» в Тростянці.
В шематизмі за 1914 рік зазначено, що в селі уже діяла «Січ». Не віднайдені списки складу «Січі», прізвище першого кошового. З переказів знаємо, що нове товариство було численне і добре організоване.
Під його сурми встали майже усі юнаки села. Січовики мали однострій: білі штани, білу вишиту сорочку, темно-коричневі гуні з овечого повстяного сукна, чоботи, каракулеві шапки (кучми) з малиновим верхом. Під час урочистостей носили голубу стрічку, на якій жовтою волічкою вишито «Січ в Тростянці». Одягали її через праве плече із зв'язкою на лівий бік.
При низовому товаристві діяла стрілецька секція. В ній юнаки вивчали військової вправи. Усі січовики вивчали історію і географію України. Упродовж часу свого існування молодіжне низове Товариство «Січ» сприяло вихованню сільської молоді в дусі любові до Матері — України, готувало її до національно-визвольної боротьби за свободу українського народу його державність, що особливо проявилося в період визвольних змагань 1918—1920 років.
В 70-х роках XIX століття Східну Галичину охопила хвиля еміграції населення в країни Америки і Західної Європи. Ця хвиля докотилася до Тростянця. Залишаючи набуті місця, рідних, із села за кордон виїжджає група селян шукати кращої долі. В 1895 році до Боснії виїхало 27 чоловік: сім'ї Миколи Гордаша (4 чол.) Яна Пальчака (8 чол.), Миколи Рихіцького (9 чол.), Леяка Чортоломного (3 чол.) Павло Бабій, Анна Стрияк і вдова Анна Чавурська. В 1908 році до Сполучених Штатів Америки виїжджає 21 чоловік: Атанасій і Анастасія Білоус, Олекса і Христина Ликтеії, Ілько Білоус, Семен Білоус, Ілярій Білик, Михайло Бабуняк, Теодор Вірт, Михайло Вірт, Павло Ликтей, Марія Вірт, Іванна-Юліана Вірт, Теодор Гавдида, Марія Карпишин, Анастасія Кирик, Михайло Ликтей, Петро Ликтей (підліток), Стефан Ликтей, Григорій Поляк, Ілярій Стрияк, Теодор Стрияк, Марія Русин. До Бразилії у штат Парана виїхали сім'ї Антона Білоуса (l чол.), Михайла Гардаша (3 чол.), Павла Гардаша (2 чол.), Григорія Рубінця (4 чол.), Іван Бабій і Анастасія Бабій, до Франнії — сім'я Василя Михайлишина (3 чол,) і Юліана Ликтей, до Росії — Андрій Гишка. Всього із села до Першої Світової війни емігрувало 66 чоловік. Повернувся Павло Ликтей і Олекса Ликтей. Усі інші прийняли громадянство країн, до яких виїхали.
В 1912—1913 роках із села на заробітки до США виїхали Василь Михайлюк (Циганів), Михайло Дідух, Роман Гишка, Семен Проців (Куций), Семен Білоус (Семців). Всі вони в 1921—1922 роках повернулися додому.

## Сучасність
12 червня 2020 року, відповідно до Розпорядження Кабінету Міністрів України від  № 724-р «Про визначення адміністративних центрів та затвердження територій територіальних громад Тернопільської області», село увійшло до складу Саранчуківської сільської громади.
19 липня 2020 року, в результаті адміністративно-територіальної реформи та ліквідації Бережанського району, село увійшло до складу новоутвореного Тернопільського району.

## Етнографія
Історичні матеріали засвідчують, що розбудова села йшла досить повільно. В давнину господар діставав наділ під забудову і город (біля двох і більше моргів). Забудови були рідкі. Ділили город дітям під забудову почали після скасування панщини. Окремі господарі до того часу зберегли наділи нерозділеними.

### Ремесла
Ще в далекі часи в селі були розвинуті ремесла. На Мазярській горі у смолокурнях виробляли березовий дьоготь («дігодь»). Від смолокурів-мазярів і пішла назва гори. Дьоготь використовували для змащування возів, шкіряного взуття, народної медицини. Ним наповнювали бочки на сторожових вишках — «чугах», які запалювали в часах татарських набігів. Вози, колеса, сани, нецки, бочки, діжки, коновки, цебрики, гонту, дьоготь, полотна та інші вироби місцеві ремісники збували на ринках, є всі підстави вважати, що в ті далекі часи торги відбувалися на верхній вулиці, на Куті (її дотепер називають «Ринок»). На торги їздили до Галича, Калуша, звідкіля привозили сіль, соляру, ропу. Мірилом багатства селянина за панщини була кількість пар волів, коней, овець, сувоїв полотна, грошей.
Друга половина XIX століття характерна соціальним розвитком села. Житель села шляхтич Наполеон Пілецький разом з братом Францішеком за виручені гроші від продажу 20 моргів поля на злитті правого і лівого потоків спорудили невеликий млин (один питель і разівка)[що це?]. Будівничий і керівник млина — німець Лібершбах. Його помічником і мельником був житель села Франко Зарицький до того часу родину 3арицького звуть Мельниками). Млин зруйнований під час війни в 1916 році. Раніше невеликий млин на один камінь був на лівому потоці біля лісничівки. Через малу кількість води працював з перебоями. Проіснував до спорудження млина в селі. Був власністю двору.
Наприкінці XIX століття в урочищі Глинищі на Гуньовому сільські умільці примітивним і досить простим способом випалювали цеглу. Для цієї мети Олекса Ликтей виділяє частину свого поля. Вдалося віднайти технологію випалювання цегли. Висушені саморобні у формі цеглини складали в штабель, надаючи усій кладці форму довгастої скирти. Всередині між рядами цегли закладали дрова, влаштовували систему димоходів з таким розрахунком, що тепло обпікало всі ряди цегли. Під кінець так звану скирту обмазували шаром густозамішаної глини, залишаючи декілька виходів для диму і тяги повітря. Вона повинна горіти поволі, довго. Через місяць — два глиняна обмазка від перегріття тріскається, а це ознака, що цегла готова, випалена. З випаленої таким способом цегли збудовані в 1884 році — парафіяльний будинок, а в 1900 році будинок народної школи. В 1892 році Василь Ликгей (Личаків) в 1894 — Олекса Ликтей (Антонів) збудували для себе перші в селі цегляні хати.
Недавно, у 1980-х роках під час ремонту дороги на Купчаку недалеко колишньої лісничівки виявлено рештки такої «печі» і биті цеглини; що засвідчує, що й тут у невідомий нам час випалювали цеглу.
З часу скасування панщини тростянецькі ліси залишилися у власності родини Потоцьких. Після смерті останнього з роду Якуба Потоцького в 1936 р. вони були переданні у власність фонду для поборювання рака.
Для ведення лісового господарства і охорони лісів Раївська управа дібр створює Тростянецьке лісництво і розташовує його в Тростянці. До нас не дійшли документи про час його створення. На підставі топонімічних назв поля в кадастрових картах 1846 року можемо припустити, що лісництво існувало в селі на початку XIX століття. В картах подано назву поля біля лісничівки «Під лісничівкою», теперішня назва «Ямищі». Лісничівка була збудована за півкілометра на захід від села біля дороги до Діброви.
За панщини селяни користувалися сервітутами. Вони надавали їм право заготівлі дров для опалення, дерева для будівництва і ремонту своїх будинків, випасу худоби в лісі. Після 1848 року сервітути були ліквідовані, що викликало незадоволення у селян. З того часу по 1939 рік робітникам у лісі виплачували заробітну плату і дозволяли щоденно взяти із собою стільки нарізаних і наколених дров для опалення, скільки він міг донести додому.
Вдалося встановити, що в другій половині XIX століття лісничим Тростянецького лісництва був поляк Станіслав Сокульський. Його змінив теж поляк Юзеф Залатовський. Старожили розповідали, що він був надзвичайно суворою людиною, вороже ставився до місцевого населення, організовував фізичні розправи над порушниками. Самочинство лісничого викликало спротиву у селян. Його тяжко побили. Організатора бійки Костя Карпишина, 1867 року народження, Бережанський повітовий суд засудив до ув'язнення (помер 4 жовтня 1900 року у Станіславській в'язниці).
Перед першою світовою війною лісничим працював Макушецький. Після війни — Грін, Мазуркевич, Людвік Словік. Останній допомагав у розбудові сільської кооперативи, будучи католиком, із сім'єю відвідував сільську церкву. В 1940 році арештований. Після Словіка лісництво посів поляк Сливінський (вбитий повстанцями наприкінці 1943 року).
В зимі 1944 р. лісничівка зруйнована і більше її не відновлювали. Тростянецьке лісництво в 1965 році перенесли до Божикова, а пізніше — до Литвинова.

### Архітектура
З давнини житлові і надвірні будови в селі споруджували з дерева і глини. Дерево для будівництва заготовляли тільки взимку або напровесні. Комплекс будівель визначався соціальним станом господаря. В нього входило дво- або трикамерна хата (сіни-кімната кімната-сіни-кімната), стодола з током і одним або двома засіками для зберігання збіжжя, стайня для коней і великої рогатої худоби, овець (стодола і стайня могла бути в одному будинку). Комора з погребом чи без нього була окремою будівлею або прибудовувалася до інших. Оборіг стовпової конструкції з рухомим по вертикалі дахом служив для зберігання збіжжя або сіна. Наземну частину оборогу іноді обладнували під тік або стайню.
В старі часи будинки не мали фундаментів. Підвалини клали безпосередньо на землю або на каміння і піднімали їх на 10-20 см над землею. Для підвалин використовували дуб. Дерев'яний каркас стін хати кілювали (тобто закривали вертикальними жердинами), потім обкладали вальками із соломи, обліпленої і витинькованої густо замішеною глиною із дрібно нарізаною січкою, обплітали кілі. Кілі господарських будинків обплітали прутами. Стіни з обох сторін тинькували (виправляли) глиною, змішаною із половою. Роботи проводили толокою — сходом рідних і сусідів, або за відробіток. Усі будинки мали чотирисхильні дахи на кроквах з бантами і були окриті соломою. Стіни хат білили білою, а надвірних будинків — білою або жовтою глиною. В хатах були переважно глинобитні долівки (земля), рідше дерев'яні підлоги. В хатах і коморі стелі настеляли із дощок, які опиралися на сволоки. Сіни здебільшого не мали стелі. Хати будували без димарів. Дим від печі через прорізаний отвір у сінешній стіні (кагленку) виходив у сіни, а звідти піднімався на горище (вишку). Ще в першій половині XX століття в селі були курні хати.
За традицією хати будували фронтальною стороною до півдня. Вона мала дві кімнати. Західна, звана «старою», в якій жили, і східна — «нова», «велика» для оказій. Обидві кімнати по всій ширині будинку розділяли сіни з дверима на протилежних сторонах і до кімнат. Вікна — невеликі із наглухо замазаним склом. Якщо надвір'я було з південної сторони, то північна стіна хати вікон не мала.
Інтер'єр кімнати становили скриня, постіль, лави, жердка, полиця, намисник. Праворуч від входу в кімнату в кутку знаходилася піч з кухнею, вздовж стіни постіль, над якою висіла жердка для зберігання верхнього одягу. Вздовж фасадних і бокових стін стояли широкі лави. Ліворуч — від дверей стояв намисник, над дверима — полиця. На боковій стіні висіли ікони (образи); їжу приготовляли у керамічному посуді, ложки були дерев'яні.
З найдавніших часів хату освітлювали скіпками із добре висушених букових або березових полін, які вкладали у невеликий отвір на передній стіні печі. Пізніше світили каганцями, гасовими (нафтовими) лампами. Вогонь здобували кресалом і губкою.
Хату закривали на зовнішню защіпку або внутрішнім дерев'яним засувом.
З кінця XIX століття почалася перебудова старих традиційних хат. Перед входом до хати почали будувати ґанок. Сіни скорочують наполовину і на вивільненій площі влаштовується приміщення для кухні. Хати будують з каменю і опоки, вже, як правило, з димарем. В побут увійшли бамбетлі, столи, крісла, металевий посуд і ложки, порцелянові миски і тарілки. В комплекс господарських будов ще могли входити вівчарник, куча з пташником, колиниця, дровітня. Двори — і городи, від дороги обгороджували плотом із солом'яним дашком або штахетами.

### Коноплярство
Здавна кожна сім'я переробляла рослинну і тваринну сировину. В ті часи особливе місце відводили коноплярству, яке було сировинною для одягового, інтер'єрного та господарського призначення. Технологічний цикл до вибору продукту — довший, і проводився вручну простими знаряддями. Дозрілі коноплі вимикали (вибирали) в горстки в два заходи: літом — «поскольні» (плоскінні). Восени — «матірні». Після просушування літні коноплі очищали від «луску», і «матірні» обмочували або «били праником» для відокремлення насіння від стебла. Зв'язані по 10 горсток мандлі вимочували у воді в саджавках або потоках: «поскольні» — тиждень, «матірні» — десять-дванадцять днів. Потім після доброї висушки горстки стебел вотіпали (вибивали) на терлиці, очищали від терміття (костриці). Одержане волокно окремо з «поскольних», «матірних» конопель досушували, чесали на круглій щітці з густо набитими цвяхами. З «поскольних» конопель одержували довгі, тонкі і ніжні волокна (з нього пряли нитки № 14 і ткали тонке полотно), з «матірних» — жорстке волокно, нитки пряли № 12 і ткали грубше полотно. З відходів від чесання клоччя — пряли грубі нитки і ткали мішковину, верета, викручували посторонки, вужиська, шнурки.
Полотно виробляли просто переплітанням, із скісними лініями, ромбоподібними фігурами. До сорокових років цього століття ткацький верстат мав майже кожний господар. Прядиво і сувої сирового полотна піддавали термічно, луговій обробці — золінню. Потім полотно вибілювали на сонці. З тонкого полотна шили натільний жіночий і чоловічий одяг, очіпки, хустки, скатертини, обруси. З грубого — верхній одяг, його фарбували. Жовтий колір отримували з відвару вільхової і березової кори, лушпиння цибулі, червоний і бордовий з материнки і листя дикої яблуні, чорний — кори чорної вільхи з добавкою мідного купоросу, зелений — ягід крушини, коричневий — кори молодої вільхи, сірий — дубових жолудів. Закріплювали кольори капустяним і огірковим розсолом, сироваткою з кінця XIX століття почали використовувати анілінові барвники. Полотно тростянецьких ткачів мало великий попит на ринках. Із зерна (сім'я) конопель били олію.

### Вівчарство
Важливе місце у ведені господарства посідало вівчарство. Від нього одержували сировину (вовну і шкіри) для виготовлення ужиткових предметів і продукти харчування. Процес підготовки вовни до виробу не складний і його виконували в кожному домі. Овець стригли навесні. Зістрижену вовну протягом двох — п'яти годин парили окропом в цебрику або зільниці. Потім промивали у кошику під струменем води біля криниці. Дальше вовну розскубували на металевих щітках, розчісували (граблювали), пряли нитки, з яких ткали вовняне полотно для одягу, плели рукавиці. Сукно валяли майстри на стороні. З нього шили чоловічі і жіночі гуньки, курмани, куртки. Сільські кушнірі вичиняли овечі шкури і шили кожухи для щоденного ужитку. Вичинку, відбілювання або фарбування шкір і пошив кожухів про свято на замовлення проводили майстри кушнірі зі сторони. Кожухи шили довгі. У 1930-х роках увійшли в моду короткі жіночі «кожушки». Жіночий одяг розшивали кольоровими нитками, а кожушки ще обшивали каракулевим хутром.
Чоловіки зимою у вихідні і святкові дні носили шапки — кучми із вичищених шкірок ягнят. Літом одягали солом'яні капелюхи. Їх плели із стебел жита (для гнучкості їх запарювали).

## Мікротопоніми
За краєзнавчими назвами село ділиться на 8 окремих частин. Кожна з них виникла в різні часи. Частину села, прилеглу до правого потоку, називають «Кут», а його частину по верхній дорозі, що веде в Глинищі — «Ринок», по лівому потоку — «На потоках» або «Панською вулицею» від злиття потоків до «Стахової криниці» — «Середина» («Серединка»), далі на схід до Сусової вулиці — «Потоки» по вулиці, що веде на «Рівне поле» — «Перед селом» («На горбку», «На риночку»). Центральна вулиця ділиться на три частини: зі сходу до Сусової вулиці — Долішній Кінець", далі до Гавдидової вулиці «За селом», від Гавдидової вулиці до кінця села — «Горішній кінець».
Найстарішою частиною села є Кут. 3а народними переказами першим поселенцем був охоронець замку, угорець за походженням Ликтей (Ликтеї чи Луктеї). Поселився він на правому березі правого потоку, давши початок виникненню поселення. За іншими переказами другим поселенцем був Семен із Самбора. Його нащадки дістали прізвище Семенів, а вуличне Самбір (тепер звуть ще Гнатковими).
Дальша забудова села йшла по обох сторонах правого і лівого потоків річки.
Повільно йшла забудова центральної вулиці села. До 1820 року у Долішньому Кінці від панського двору (початок села) до Гавдидової оселі було 6 дворів (тепер 27) — 5 родин Пальчаків і родина Мосендза, які на запрошення економа двору прибули із Шумлян (всі вони були латинниками).
По матеріалах кадастрової карти села за 1846 рік з північної сторони центральної вулиці на загомінках в межах за селом із Горішнього кінця мали забудови Андрій Захаріїв (Штефанові), Микита Кізима (Жирі), Наполеон Пілецький (Білоуси) і Францішек Залуський. Забудова центральної вулиці проводилася у другій половині XIX і на початку ХХ століть.

## Пам'ятки

Пам'ятник Тарасові Шевченку

Є церква Архістратига Михаїла (1859, кам'яна), капличка (1991), «фігура» Божої Матері (2002).
Встановлено пам'ятний хрест із Розпʼяттям на честь скасування панщини (1848), 2 офірних хрести (біля каплички та біля церкви), насипано символічну могилу Борцям за волю України (1993).
На східній околиці села є пам'ятка природи місцевого значення — Тростянецькі джерела.
Пам'ятник Т. Шевченку
Щойновиявлена пам'ятка монументального мистецтва. Розташований біля школи.
Встановлений 1991 р. Скульптор — Р. Терех.
Погруддя — карбована мідь, постамент — цегла, бетон, камінь.
Погруддя — 1,0 м, постамент — 2,3х1,9х1,95 м, площа — 0,0105 га.

## Соціальна сфера
Працюють ЗОШ 1-2 ступ., клуб, бібліотека, ФАП, аматорський хор, торговельний заклад.

## Відомі люди

### Народилися
- Володимир Бабуняк (? — † 1933) — український військовик, вояк Легіону УСС, старшина УГА, перейшов на сторону Червоного Козацтва, за сфабриковану чекістами «участь» у «Союзі Визволення України» розстріляний в 1933 році[10];
- Ілярій Бабуняк (* 1 вересня 1887 — † 1 квітня 1952) — український педагог, музикант, хормейстер.
- Лотоцький Лев Антонович (* 1 січня 1850 — † 21 жовтня 1926) — український письменник (поет, прозаїк та драматург), народний учитель.
- Халупа-Головач Надія Омелянівна (нар. 6 січня 1931) — український педагог, архівіст, громадська діячка. Закінчила Бережанське педагогічне училище (1951), Кременецький педагогічний інститут (1958), Вищу партійну школу при ЦК КПУ (1968, м. Київ). Працювала вчителем Русько-Гутської та Рохманівської семирічних шкіл Шумського району Тернопільської області, завучем Шумської школи (1951—1956), обіймала посади в комсомолі та компартії селища міського типу Шумськ (1956—1966), була завідувачкою партійним архівом Тернопільського обкому КПУ (1968—1991), науковою редакторкою робочої групи з видання «Книги Пам'яті» Тернопільської області(1989—1997). Співавторка нарису «Шумськ» у виданні «Історія міст і сіл Української PCP. Тернопільська область» (К., 1973), книг «Нариси історії Тернопільської обласної партійної організації» (Л., 1980), «Подвиги безсмертя» (2001), автор статей у «Тернопільському енциклопедичному словнику». Відмінник архівної справи (1987). Депутат Тернопільської обласної ради (1963). Дружина Федора Головача.[11]

### Перебували
- 1745 — Олекса Довбуш,
- 1902 — митрополит Андрей Шептицький.